# Східний коридор
«Східний коридор» (рос. «Восточный коридор») — білоруський радянський художній фільм 1966 року режисера Валентина Виноградова.

## Сюжет
Білоруське підпіллі в роки війни. Кинувши тінь зради на одного з підпільників, фашисти намагаються розколоти єдність заарештованих. Перш ніж підпільники остаточно переконаються в тому, що зрадників серед них все-таки немає і будуть готові до втечі, вони переживуть неймовірно важкі дні спільного буття...

## У ролях
- Регімантас Адомайтіс
- Валентина Асланова
- Людмила Абрамова
- Віктор Плют
- Гліб Глєбов
- Олена Рисіна
- Валентина Титова
- Борис Марков
- Володимир Кашпур
- Микола Барабанов
- Бронюс Бабкаускас
- Волдемарс Акуратерс
- Микола Трусов

## Творча група
- Сценарій: Алесь Кучар, Валентин Виноградов
- Режисер: Валентин Виноградов
- Оператор: Юрій Марухін
- Композитор: Мікаел Тарівердієв, Едуард Хагагортян